# Énergie éolienne au Canada

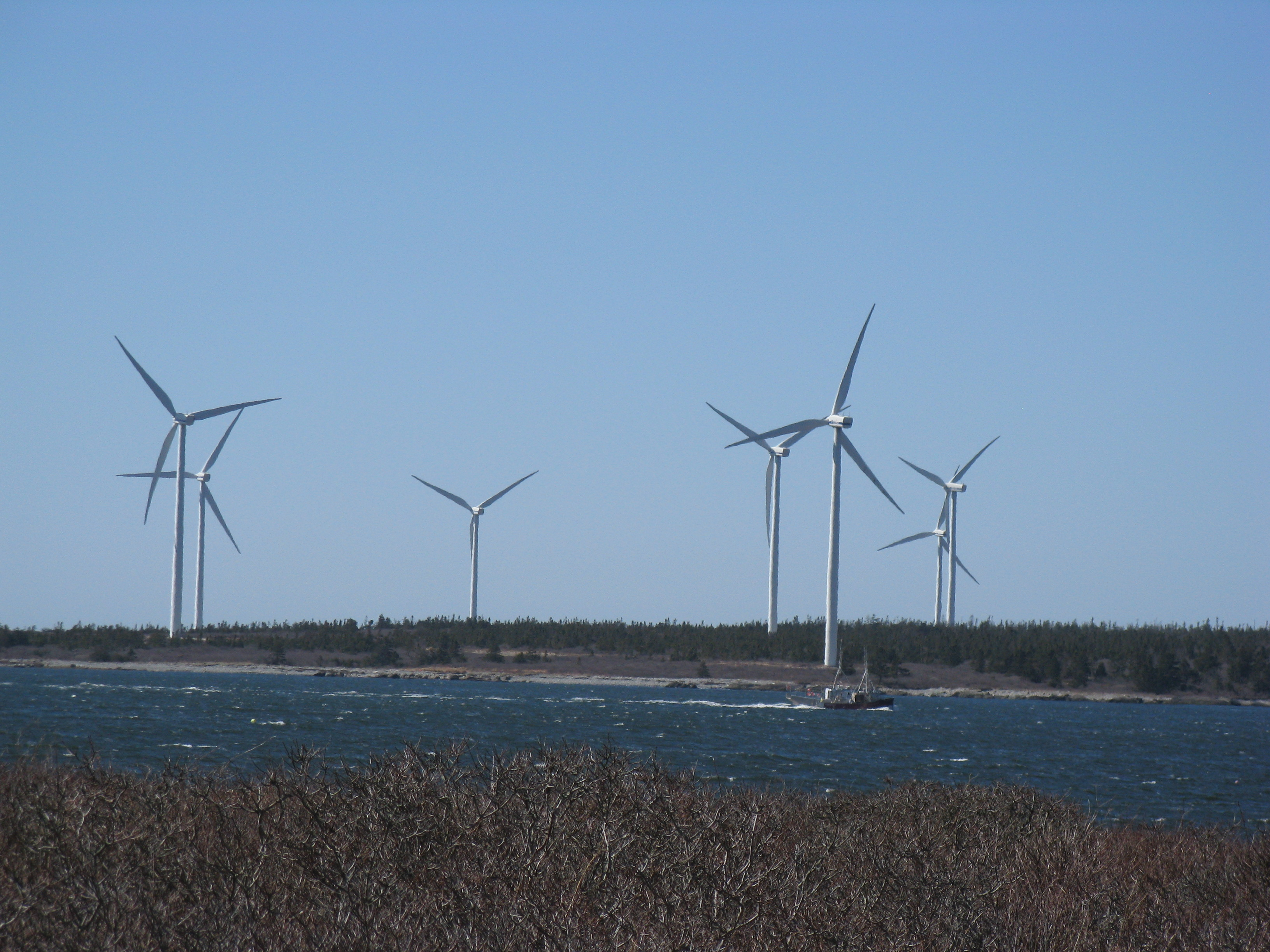
Parc éolien à Pubnico Point, Comté de Shelburne, Nouvelle-Écosse.

Énergie éolienne au Canada 2005-2023

Le secteur de l'énergie éolienne constitue une source d'énergie croissante au Canada : en 2023, l'éolien fournissait 6,0 % de la production électrique canadienne, faisant du pays le 9e producteur mondial d'électricité éolienne avec 1,6 % du total mondial. En 2024, le Canada se situe au 9e rang mondial pour sa puissance installée éolienne avec 1,6 % du total mondial, en hausse de 8,2 %.
Les principales provinces productrices sont en 2023 l'Ontario (30,8 %), l'Alberta (26,6 %) et le Québec (24,3 %).
L'industrie éolienne souhaitait en 2013 porter la part de l'éolien dans la production d'électricité à 20 % en 2025, mais la production a marqué le pas de 2017 à 2023.

## Production

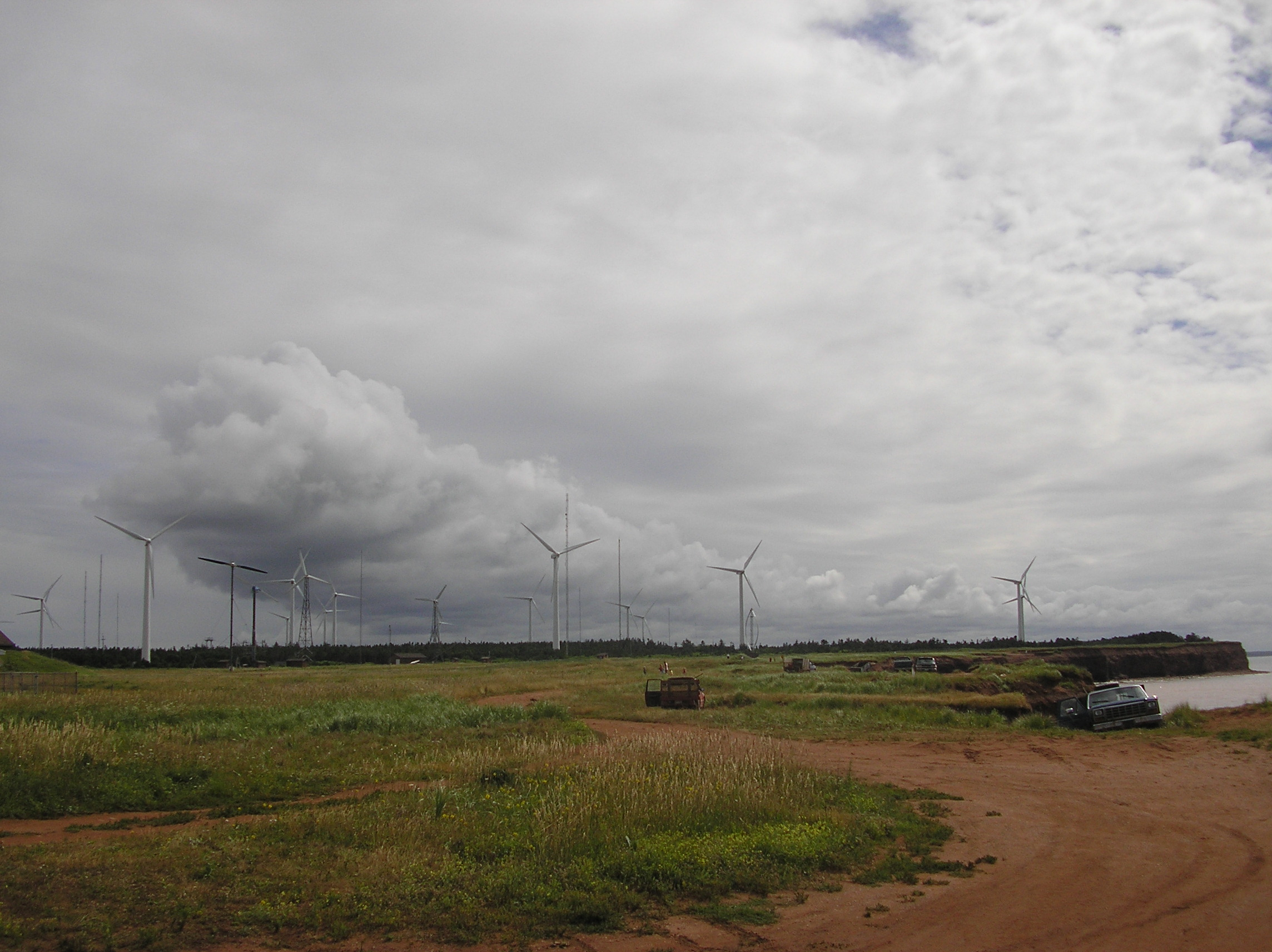
Parc éolien à North Cape, Île-du-Prince-Édouard.

Selon l'Agence internationale de l’énergie, le Canada a produit 37,38 TWh d'électricité éolienne en 2023, soit 6,0 % du total de la production d'électricité canadienne et 1,6 % de la production mondiale, au 9e rang mondial des producteurs éoliens, loin derrière la Chine (38,1 %) et les États-Unis (18,5 %).
| Année | Production (GWh) | Accroissement | Part prod.élec. |
| 2005  | 1 567            |               | 0,25 %          |
| 2006  | 2 473            | +58 %         | 0,4 %           |
| 2007  | 3 007            | +22 %         | 0,5 %           |
| 2008  | 3 788            | +26 %         | 0,6 %           |
| 2009  | 6 641            | +75 %         | 1,1 %           |
| 2010  | 8 724            | +31 %         | 1,5 %           |
| 2011  | 10 187           | +17 %         | 1,6 %           |
| 2012  | 11 310           | +11 %         | 1,8 %           |
| 2013  | 17 963           | +59 %         | 2,7 %           |
| 2014  | 22 538           | +25 %         | 3,4 %           |
| 2015  | 26 964           | +20 %         | 4,1 %           |
| 2016  | 30 930           | +15 %         | 4,7 %           |
| 2017  | 31 511           | +1,9 %        | 4,8 %           |
| 2018  | 33 468           | +6,2 %        | 5,1 %           |
| 2019  | 32 873           | -1,8 %        | 5,0 %           |
| 2020  | 35 761           | +8,8 %        | 5,5 %           |
| 2021  | 36 006           | +0,7 %        | 5,4 %           |
| 2022  | 36 853           | +2,4 %        | 5,7 %           |
| 2023  | 37 378           | +1,4 %        | 6,0 %           |

Le Canada était en 2012 le 9e producteur mondial d'électricité éolienne : 11,8 TWh, soit 2,2 % du total mondial. L'éolien produisait 1,8 % de l'électricité canadienne ; il a connu un taux de croissance moyen annuel de 40 % entre 2002 et 2012 ; le gouvernement prévoit un doublement de la puissance installée d'ici 2016 et souhaite porter la part de l'éolien dans la production d'électricité à 20 % en 2025.

## Répartition géographique
Les principales provinces productrices sont l'Ontario, l'Alberta et le Québec :
| Province                  | 2012   | 2013   | 2014   | 2015   | 2016   | 2017   | 2018   | 2019   | 2020   | 2021   | 2022   | 2023   | % 2023  |
| Ontario                   | 4 007  | 3 877  | 3 479  | 11 396 | 10 758 | 10 464 | 11 922 | 11 118 | 11 604 | 13 204 | 14 344 | 12 366 | 30,8 %  |
| Alberta                   | 2 292  | 2 256  | 3 519  | 4 089  | 4 586  | 4 634  | 4 119  | 3 958  | 5 942  | 6 778  | 7 215  | 10 678 | 26,6 %  |
| Québec                    | 1 011  | 1 031  | 1 010  | 6 421  | 9 781  | 9 905  | 10 640 | 11 097 | 11 232 | 10 513 | 10 143 | 9 728  | 24,3 %  |
| Saskatchewan              | 655    | 640    | 615    | 620    | 746    | 739    | 694    | 707    | 743    | 893    | 1 810  | 1 986  | 5,0 %   |
| Colombie-Britannique      | 158    | 152    | 811    | 868    | 1 223  | 1 631  | 1 724  | 1 693  | 1 808  | 1 744  | 1 872  | 1 764  | 4,4 %   |
| Nouvelle-Écosse           | 800    | 765    | 749    | 808    | 999    | 1 309  | 1 477  | 1 357  | 1 368  | 1 290  | 1 390  | 1 380  | 3,4 %   |
| Manitoba                  | 877    | 868    | 911    | 903    | 966    | 927    | 873    | 884    | 958    | 965    | 969    | 849    | 2,1 %   |
| Nouveau-Brunswick         | 733    | 737    | 786    | 792    | 766    | 781    | 825    | 888    | 896    | 764    | 617    | 668    | 1,7 %   |
| Île-du-Prince-Édouard     | 468    | 499    | 611    | 606    | 594    | 604    | 640    | 645    | 656    | 599    | 527    | 496    | 1,2 %   |
| Terre-Neuve-et-Labrador   | 195    | 192    | 177    | 172    | 190    | 186    | 206    | 182    | 178    | 157    | 178    | 172    | 0,4 %   |
| Territoires du Nord-Ouest | 2      | 16     | 20     | 21     | 14     | 17     | 18     | 17     | 19     | 17     | 17     | 16     | 0,04 %  |
| Yukon                     | 0,4    | 0,3    | 0,3    | 0,6    | 0,5    | 0,03   | -      | -      | -      | -      | -      | 0,6    | 0,001 % |
| Total Canada              | 11 198 | 11 034 | 12 689 | 26 697 | 30 624 | 31 198 | 33 137 | 32 547 | 35 407 | 36 924 | 39 083 | 40 105 | 100 %   |

## Puissance installée

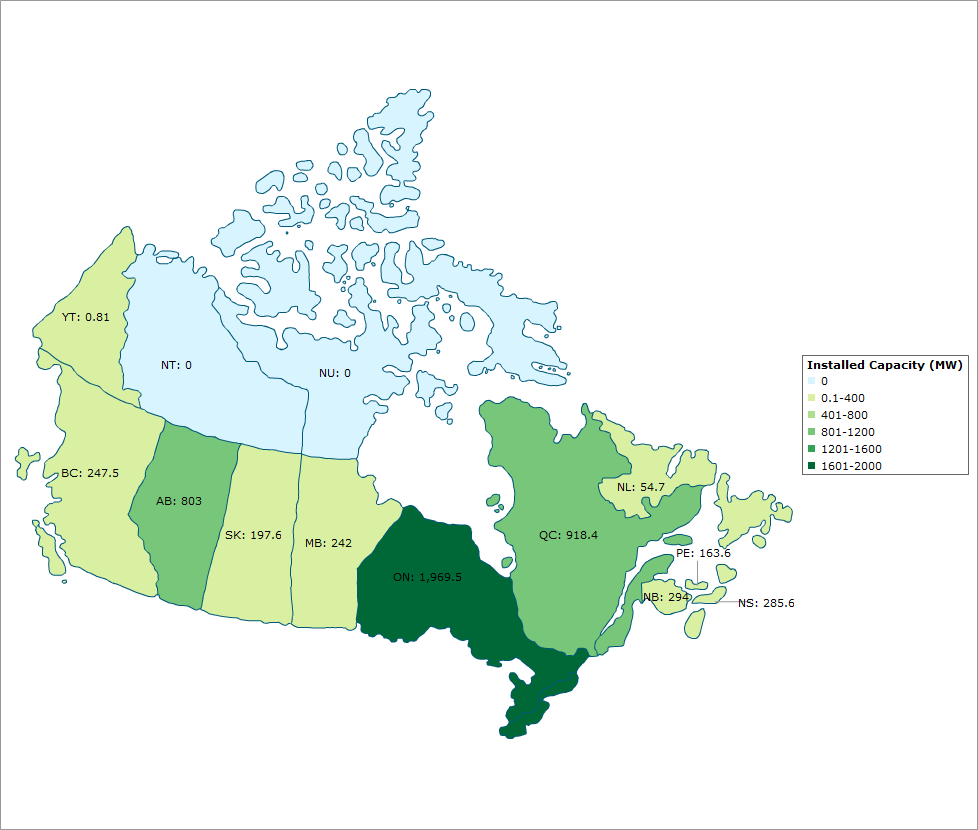
Capacité installée d'énergie éolienne par province canadienne de janvier 2012. Source : www.canwea.ca.

Le Canada se situe fin 2024 au 9e rang mondial pour sa puissance installée éolienne avec 18 373 MW, soit 1,6 % du total mondial, alors que la population canadienne représente seulement 0,5 % du total mondial. Les nouvelles installations en 2024 ont atteint 1 387 MW (+8,2 %).
En 2023, le Canada est au 9e rang mondial pour sa puissance installée éolienne avec 16 986 MW, soit 1,7 % du total mondial. Les nouvelles installations en 2023 ont atteint 1 720 MW (+11,3 %).
En 2022, le Canada est au 9e rang mondial pour sa puissance installée éolienne avec 15 261 MW, soit 1,7 % du total mondial. Les nouvelles installations en 2022 ont atteint 1 006 MW (+7,1 %) ; en 2021 : 677 MW.
Le Canada se situe fin 2020 au 9e rang mondial pour sa puissance installée éolienne avec 13 577 MW, soit 1,8 % du total mondial. Cette puissance s'est accrue de 165 MW (+1,2 %) au cours de l'année 2020 (en 2019 : +597 MW).
Selon GWEC, 4,8 GW devraient venir s'ajouter en cinq ans (2023-2027) au Canada.

## Principaux parcs éoliens

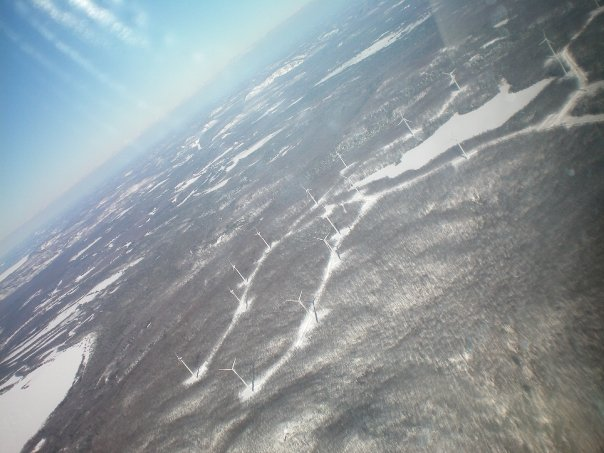
Ferme éolienne de Prince Township, au nord de Sault Ste. Marie, Ontario, commune de Prince.

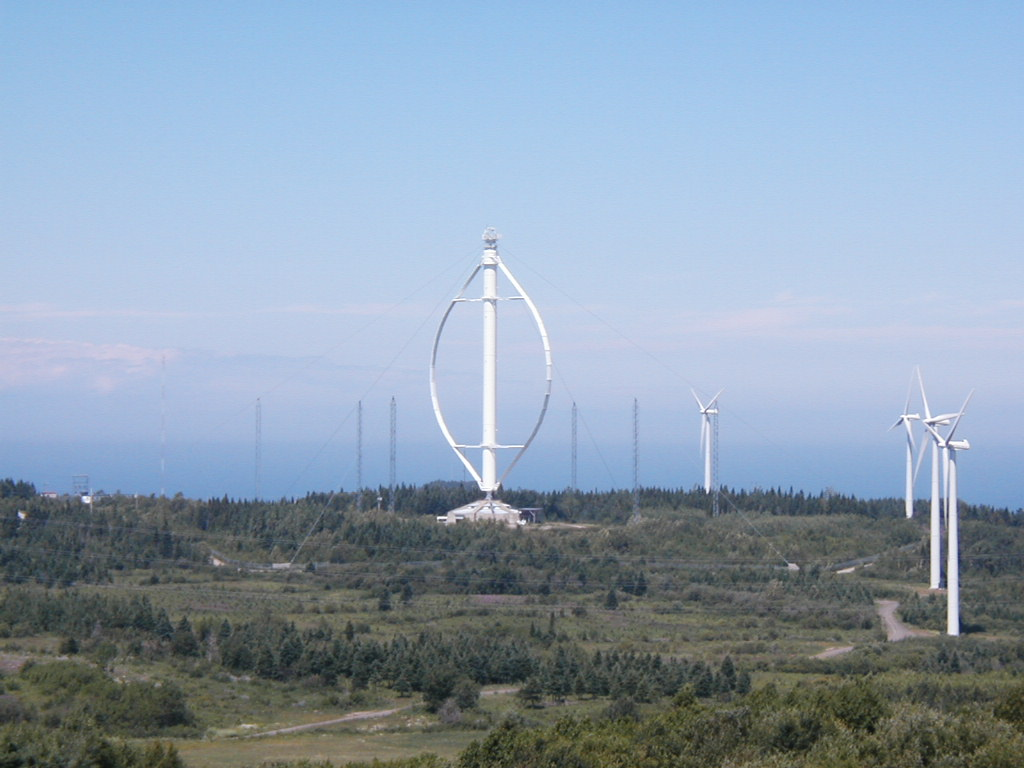
Plus grande éolienne à axe vertical du monde, Cap-Chat, Gaspésie, Québec.

La base de données The Windpower recense 320 parcs éoliens canadiens totalisant 19,1 GW en avril 2023, dont 14,79 GW en service, 1,72 GW en construction et 5 projets offshore de 2,6 GW.
| Nom du parc                                                           | État              | MW*   | Date m.s.* | Opérateur                                                      |
| Rivière-du-Moulin I et II                                             | Québec            | 350   | 2014-15    | EDF EN Canada                                                  |
| Seigneurie de Beaupré,                                                | Québec            | 336,8 | 2013-14    | Boralex / Gaz Métro                                            |
| Lac Alfred                                                            | Québec            | 300   | 2013       | EDF EN Canada/Enbridge                                         |
| Blackspring Ridge                                                     | Alberta           | 298,8 | 2014-15    | EDF EN Canada/Enbridge                                         |
| South Kent                                                            | Ontario           | 285   | 2014       | Samsung Renewable Energy/Pattern Energy                        |
| Kingsbridge II                                                        | Ontario           | 270   | 2015       | Pattern Energy/Capital Power/Fiera Axium Infrastructure Canada |
| Niagara Region                                                        | Ontario           | 231   | 2016       | Boralex                                                        |
| Nicolas-Riou                                                          | Québec            | 224   | 2017       | EDF EN Canada                                                  |
| Gros-Morne                                                            | Québec            | 211   | 2011       | Cartier Wind Energy                                            |
| Amaranth                                                              | Ontario           | 199,5 | 2006-08    | TransAlta                                                      |
| Wolfe Island                                                          | Ontario           | 197,8 | 2009       | Canadian Hydro Developers                                      |
| Prince Township                                                       | Ontario           | 189   | 2006       |                                                                |
| Underwood (Enbridge Ontario)                                          | Ontario           | 181,5 | 2008-09    | Enbridge                                                       |
| Armow                                                                 | Ontario           | 179   | 2015       | Pattern Energy/Samsung Renewable Energy                        |
| Comber                                                                | Ontario           | 165,6 | 2011-12    | Brookfield Renewable Power                                     |
| Grand Renewable                                                       | Ontario           | 154   | 2015       | Pattern Energy/Samsung Renewable Energy                        |
| Kent Hills                                                            | Nouveau-Brunswick | 150   | 2008-10    | TransAlta                                                      |
| * MW : Capacité installée (MW) ; Date m.s. : date de mise en service. |                   |       |            |                                                                |

Liste plus complète pour le Québec : Énergie éolienne au Québec.

## Politique énergétique

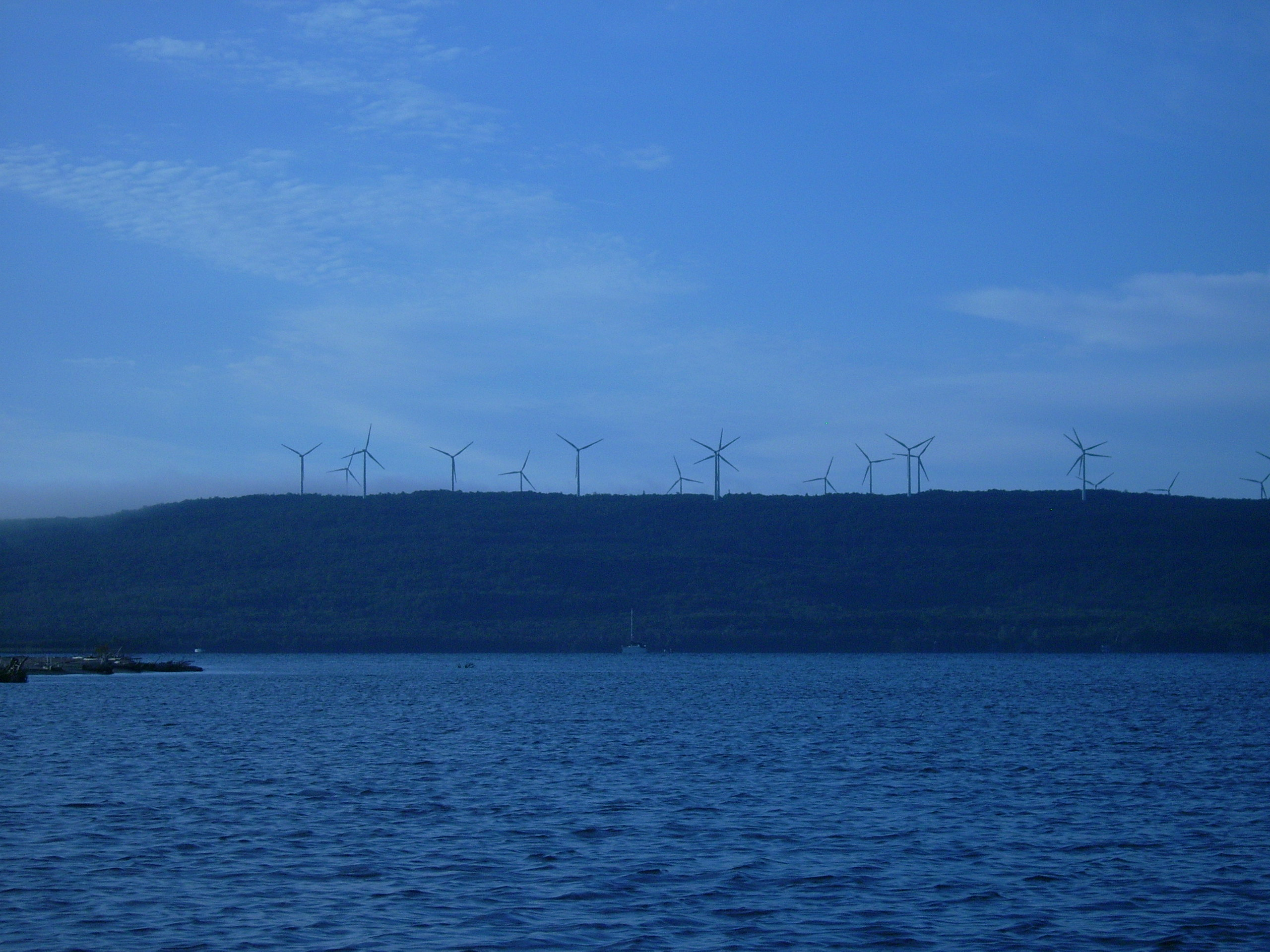
Ferme éolienne de Prince Township, depuis Goulais Bay (Lac Supérieur).

Le Plan Énergétique à Long Terme du gouvernement de l'Ontario prévoyait 7 000 MW en 2018 ; pour atteindre cet objectif, le tarif d'obligation d'achat (feed-in tariff) pour l'électricité produite par les éoliennes a été fixé à 0,115 CAD/kWh (9 c€/kWh). L'industrie éolienne prévoit que le Canada atteindra 20 % de la production électrique du pays en 2025.

### Ouvrages - publications
: document utilisé comme source pour la rédaction de cet article.
- (en) Global Wind Report 2025, Global Wind Energy Council, 23 avril 2025 (lire en ligne [PDF]).
- (en) Global Wind Report 2024, Global Wind Energy Council (GWEC), 16 avril 2024 (lire en ligne [PDF]).
- (en) Global Wind Report 2023, Global Wind Energy Council (GWEC), avril 2023 (lire en ligne [PDF]). .